# Adamo CRX
Adamo CRX foi um carro produzido pela Adamo entre 1981 e 1990. Foi apresentado no XIII Salão com o nome de Búzios, o modelo era o CRX 1.8, cuja mecânica era oriunda do Volkswagen Gol em um chassi tubular e visual inspirado na Ferrari 308. Na parte mecânica, tinha motor 1.8L de quatro cilindros de 105 cavalos, que fora declarado na época ter 99 cavalos para pagar menos imposto. Esse motor era o mesmo que equipava o Volkswagen Gol GT, suspensão do tipo McPherson na dianteira e na traseira tinha braços longitudinais acompanhadas de molas helicoidais. Era vendido em duas opções de carroceria, fechada e teto removível parcialmente (Targa), Com a abertura das importações, a Adamo produziu o modelo até 1990 sob encomenda. Foram produzidas aproximadamente 20 unidades do modelo. 